# Лавров, Сергей Николаевич (экономист)
Сергей Николаевич Лавров (25 апреля 1949 г., Москва) — доктор экономических наук, профессор, экономист-международник, государственный деятель, действительный государственный советник. Руководил департаментом международного сотрудничества Правительства РФ, возглавлял Институт экономики переходного периода, Бюро экономического анализа. Был одним из инициаторов и участников реформирования статистической службы в современной России.
В настоящее время занимается научно-преподавательской деятельностью в НИУ ВШЭ, РАНХиГС. Организатор и член программного комитета ряда международных конференций и круглых столов по вопросам мировой экономики и бизнеса. Входит в состав диссертационного совета по экономическим наукам при РУДН. Член редколлегий ряда ведущих научных изданий.

## Биография
В 1970 г. окончил экономический факультет МГУ.
В 1974 г. защитил диссертацию на соискание учёной степени кандидата экономических наук по теме «Некоторые вопросы применения регрессионных моделей для прогнозирования внешнеторговых потоков».
В период перестройки принимал участие в выработке программы реформ. Предупреждал о катастрофических последствиях жёстких мер шоковой терапии. Вместе с тем отмечал необходимость перехода к рыночной экономике, особенно применительно к вторичному и третичному секторам. В качестве главного и необходимого условия эффективного перехода к рыночной экономике называл сохранение производственно-сбытовых цепочек (в том числе в рамках СНГ), а также упор на активную экспансию на международном рынке технологий, планомерный отказ от топливно-сырьевой специализации.
В 1990 г. защитил диссертацию на соискание учёной степени доктора экономических наук по теме «Проблемы ценообразования на международном рынке технологии (вопросы методологии)».
В 1993—1997 гг. в качестве исполнительного директора и главного научного сотрудника возглавлял Институт экономических проблем переходного периода, созданный на базе Института экономической политики Академии народного хозяйства и АН СССР. Был заместителем Е. Т. Гайдара.
В середине 1990-х стал одним из инициаторов создания Бюро экономического анализа, которое учреждалось как независимый государственный консалтинговый центр по оценке и оптимизации государственного регулирования и оценки экономической политики.
Непосредственно участвовал и руководил реализацией ряда совместных инвестиционных проектов Правительства РФ и Мирового банка, в том числе «Развитие системы государственной статистики» (STASYS и STASYS-2), «Модернизация и техническое перевооружение учреждений и организаций Росгидромета», техническое перевооружение судебной системы Российской Федерации (проект «Судебная реформа»).
1997—2000: Аппарат Правительства РФ, заместитель начальника Департамента международного сотрудничества.
В 1997—1999 гг. возглавлял рабочую группу по внешнеэкономическим связям Комиссии по организации подготовки управленческих кадров для организаций народного хозяйства Российской Федерации при Президенте РФ.
В 2000 г. вошёл в совет при Правительстве Москвы по вопросам развития города.
2000—2012: Фонд «Бюро экономического анализа», заместитель генерального директора — исполнительный директор по работе с проектами международных финансовых организаций, директор-координатор проекта РСГС, директор-координатор проекта «Поддержка судебной реформы», директор-координатор проекта «Техническое перевооружение Росгидромета». В 2002 году был назначен генеральным директором при обоюдном одобрении министра финансов Кудрина и министра экономразвития Грефа.
2008—2018: Национальный исследовательский университет «Высшая школа экономики» (НИУ ВШЭ), заведующий кафедрой международного бизнеса.

## В Институте экономики переходного периода
В качестве де юре первого, а де факто второго лица Института (после Е. Т. Гайдара) отвечал за стратегическое развитие, научную деятельность, управление и подготовку кадров, оперативное управление. В 90-е годы Институт фактически стал кузницей управленческих кадров для государства и крупного бизнеса. Принимал непосредственное участие в профессиональной и академической подготовке ряда коллег, позднее ставших заметными государственными деятелями и управленцами в частном секторе. В период работы Лаврова в качестве исполнительного директора в Институте под его началом в разное время работали или проходили обучение В. А. Мау, А. В. Улюкаев, И. В. Трунин, А. Е. Шадрин, А. Д. Красносельский, Д. Ф. Кузнецов и другие.

## В Правительстве РФ
Участвовал в нейтрализации последствий снятия внешнеторговых ограничений при сохранении фиксированных цен на рубеже 80-90х гг. Курировал заключение и реализацию государственных внешнеторговых соглашений и соглашений о сотрудничестве в области энергетики и по сооружению инфраструктурных проектов, в том числе в Ливии и Турции.
Был включен в первый состав Комиссии по организации подготовки управленческих кадров для организаций народного хозяйства Российской Федерации, созданной в рамках исполнения указа президента Б. Н. Ельцина «О подготовке управленческих кадров для организаций народного хозяйства Российской Федерации». Как руководитель рабочей группы по внешнеэкономическим связям данной комиссии разрабатывал и координировал мероприятия по внедрению наилучших практик, отправке отечественных специалистов в иностранные командировки для перенятия международного опыта, привлечению иностранных экспертов.

## В Бюро экономического анализа
При переходе в 2002 г. генерального директора БЭА, Е. Е. Гавриленкова, в компанию «Тройка Диалог» в силу наличия противоречий внутри экономического блока правительства и по причине высокого влияния результатов экспертных заключений и предложений БЭА потребовалось совместное решение А. Л. Кудрина и Г. О. Грефа для назначения С. Н. Лаврова новым генеральным директором.
В рамках проекта Росгидромета способствовал техническому перевооружению отечественной гидрометеорологической службы, в частности оказывал организационную поддержку в создании и введении в строй собственного суперкомпьютера Росгидромета, что позволило повысить качество и долгосрочность прогнозов погоды во всём мире, так как в силу большой территории России информация Росгидромета играет существенную роль для Всемирной службы погоды и используется в глобальном погодном и климатическом прогнозировании. По состоянию на 21 сентября 2020 г. компьютер ФГБУ «ГВЦ Росгидромета» занимал третье место в России по вычислительной мощности.
Непосредственно руководил проектом «Поддержка судебной реформы». В рамках данного проекта руководил созданием единого портала судов Российской Федерации. Статистическое исследование результатов реализации проекта было проведено Левада-Центром. В целом было выявлено положительное восприятие респондентами результатов внедрения: «Абсолютное большинство тех, кто все же обращался за юридической помощью, не просто получили ее, но и были вполне удовлетворены ею (73 % из тех, кто обращался), 18 % — „скорее не удовлетворены“ и еще 7 % — „совершенно недовольны правовыми консультациями и по-мощью“».
В качестве руководителя БЭА указал на неэффективность законодательного регулирования на современном этапе развития глобальной экономики. В частности относительно возможности регулирования международных сделок слияний и поглощений в рамках национального законодательства указал на бесперспективность такого подхода без договорённости «на уровне международного сообщества».
Развивал связи с Международным валютным фондом как от лица БЭА, так и в качестве представителя Российской Федерации. В результате сотрудничества МВФ стал активно использовать статистические данные и экспертные оценки БЭА при подготовке аналитики и страновых докладов.
Ежегодно в среднем реализовывалось 30-50 оперативных и до 20 плановых проектов.
Во время работы Лаврова в БЭА в адрес руководства бюро с СМИ неоднократно озвучивались обвинения в конфликте интересов и сопряжённом с этим неэффективном распределении бюджетных средств. В частности расследование «Новой газеты» указывало на преимущественное распределение средств между двумя конкурирующими юридическими лицами — ОАО «Армада» и ЗАО «Ланит». При этом со ссылкой на анонимный источник в БЭА утверждалось, что преимущественно в тендерах благодаря лобби Лавров выигрывает «Армада». Проведённые аудиторские проверки, в том числе со стороны Всемирного банка нарушений не выявили, информация о возбуждении уголовных дел опубликована не была.
Объём финансирования деятельности БЭА со стороны международных финансовых организаций превысил 500 млн долларов (до 2000 г. величина открытой кредитной линии составляла 22,6 млн долларов).

## В ГУ-ВШЭ/НИУ ВШЭ
Участвовал в создании и возглавил кафедру международного бизнеса. Кафедра выпускала специалистов, а после перехода на двухступенчатую систему подготовки начала реализацию программ для бакалавров и магистров. Стоимость обучения по данному направлению стала одной из самых высоких среди всех российских ВУЗов.

## Цитаты
«Я считаю, что на сегодняшний день у мозговых центров нет перспективы в государственном секторе. В негосударственном секторе, в крупных корпорациях возможности у мозговых центров очень хорошие. Эти структуры будут только укрепляться. Их количество будет увеличиваться с каждым годом. Это показывает весь опыт развития рынка».
«Россия — чуть ли не единственная страна в мире, где отсутствует закон о государственной статистике. Между тем это одно из первейших условий функционирования статистической системы в любой стране. В его отсутствие в 2002 году Россия была вынуждена принять специальный закон о переписи населения, а затем выпустить еще 10 нормативных актов, регулирующих взаимоотношения государства и населения по этому вопросу. В противном случае требования переписчиков входили бы в противоречие с действующими законодательными актами».

## Руководство диссертационными исследованиями
- Вермель М. В. Место зарубежных корпораций в модернизации российской экономики
- Кузькина Е. С. Опыт проникновения российского бизнеса на зарубежные рынки
- Ершова Н. В. Особенности подхода японского бизнеса к инвестиционным проектам в России
- Симонов А. Г. Реализация российско-европейских проектов в газовом секторе и их роль в стабилизации экономического развития России
- Меновщиков Д. С. Позиционирование российских компаний как инструмент интеграции в мировую экономику

## Избранные публикации[27]
1. Мировой капиталистический рынок объектов капитального строительства : Специфика ценообразования и методы определения контракт. цен на объекты капит. стр-ва / С. Н. Лавров; Под ред. Левшина Ф. М.; Всесоюз. акад. внеш. торговли. — Москва : Б. И., 1987. — 144,[2] с.; 20 см.
2. Лавров С. Н. (В авторском коллективе)Проблемы организации внешней торговли капиталистических и развивающихся стран / [И. П. Фаминский, Г. И. Ермоленко, Н. С. Карпова и др.]; Под ред. И. П. Фаминского. — Москва : Междунар. отношения, 1987. — 340,[1] с.; 21 см.
3. Комплексная автоматизация многономенклатурного производства : (На прим. ПО ВЭФ) / С. Н. Лавров. — Рига : ЛатНИИНТИ, 1989. — 46 с., [1] л. ил. : ил.; 20 см. — (Обзор. информ. Латв. НИИ НТИ и техн.-экон. исслед.).
4. Основы маркетинга промышленных объектов. Лавров С. Н., Злобин С. Ю. Москва: Внешторгиздат, 1990. 216 с.
5. Инвестиционное сотрудничество: рынок и цены / Ю. Н. Калашников, С. Н. Лавров, В. В. Перская. — Москва : Внешторгиздат, 1991. — 283 с.; 21 см; ISBN 5-85025-031-X : 15 р.
6. Валютно-финансовые отношения предприятий и организаций с зарубежными партнерами / С. Н. Лавров, Б. А. Фролов. — Москва : Финансы и статистика, 1992. — 158,[1] с.; 20 см; ISBN 5-279-00803-6 : Б. ц.
7. Валютно-финансовые отношения предприятий и организаций с зарубежными партнерами. Лавров С. Н., Фролов Б. А. Москва: Менатеп-информ, 1994. 248 с.
8. Основы внешнеэкономических знаний: словарь-справочник. Лавров С. Н. (В авторском коллективе)
9. Валютно-финансовые отношения предприятий и организаций с зарубежными партнерами [Текст] / С. Н. Лавров, Б. А. Фролов; [Банк Менатеп]. — 2-е изд. — Москва : АО «Менатеп-информ», 1994. — 245 с. : табл.; 21 см. — (Русская деловая литература)
10. Энциклопедия рынка. Инжиниринг, консалтинг, маркетинг и менеджмент в международном бизнесе: мировой опыт — практика в России. 2000. Лавров С. Н. (В авторском коллективе).
11. Lavrov S.N., Nuzhdin L.V., Pisanenko V.P. ESTIMATION OF DEFORMATION PROPERTIES OF WEAK SOILS IN FIELD CONDITION WITH THE HELP OF A WEDGE DILATOMETER (WD-100) // PROCEEDINGS OF THE INTERNATIONAL CONFERENCE ON COASTAL GEOTECHNICAL ENGINEERING IN PRACTICE. Kazakhstan Geotechnica Society. 2002. С. 242—244.
12. Введение, заключение, титульная редакция Лавров С. Н. В кн.: Обзор экономической политики за 2003 год. Москва: Теис, 2005
13. Россия — Япония: от политического противостояния к экономическому сотрудничеству [Текст] : анализ политических и экономических факторов российско-японского инвестиционного сотрудничества / [Н. В. Ершова, С. Н. Лавров, А. Ю. Плотников]; науч. ред. С. Н. Лавров. — Москва : ТЕИС, 2013. — 213 с. : ил., табл.; 21 см. — (Международный business вчера, сегодня, завтра).; ISBN 978-5-7218-1340-5
14. Иванова Н. М., Лавров С. Н. ВОЗДЕЙСТВИЕ КАПИТАЛЬНЫХ ВЛОЖЕНИЙ РОССИЙСКИХ НЕФТЕГАЗОВЫХ ТНК ВНУТРИ СТРАНЫ НА РАЗВИТИЕ ТЭК РОССИИ // Минеральные ресурсы России. Экономика и управление. 2016. № 3. С. 19.
15. Алексанян А. А, Лавров С. Н. РОССИЙСКИЕ ТНК В ГЛОБАЛЬНОМ МИРЕ // Научное обозрение. Серия 1: Экономика и право. 2017. № 1. С. 31-44.
16. Карпова Н. С., Лавров С. Н., Симонов А. Г. Международные газовые проекты России: европейский альянс и стратегические инициативы. Отв. ред. Лавров С. Н. Москва: ТЕИС, 2014. 280 с.
17. Lavrov S., Ivanova N. The Impact of Anti-russian Sanctions Introduced by the U.S. on the Foreign Investment Activity of russian Oil and Gas TNCs: The lukoil and rosneft Investment Strategy of russian Oil and Gas TNCs During the Sanctions Period INTERNATIONAL ORGANISATIONS RESEARCH JOURNAL. Vol. 14. No 1 (2019)
18. Российские нефтегазовые компании на глобальном энергетическом рынке: границы международной экспансии / Н. М. Иванова, С. Н. Лавров; научный редактор доктор экономических наук, профессор С. Н. Лавров. — Москва : Геоинформ, 2018. — 373 с. : табл., цв. ил.; 21 см. — (Международный бизнес : вчера, сегодня, завтра).; ISBN 978-5-98877-072-5
19. Lavrov, S.N., Simonov, A.G. (2022). Controlled Energy Transition: Economic War Among Global Stakeholders. In: Popkova, E.G. (eds) Imitation Market Modeling in Digital Economy: Game Theoretic Approaches. ISC 2020. Lecture Notes in Networks and Systems, vol 368. Springer, Cham. https://doi.org/10.1007/978-3-030-93244-2_11